# Hamburg-Rotherbaum
Rotherbaum is een stadsdeel van het district Eimsbüttel van de Vrije Hanzestad Hamburg. De naam Rotherbaum wordt ook gebruikt voor het ruimere gebied rond de Rothenbaumchaussee.

## Geografische ligging
Rotherbaum wordt omringd door de Buitenalster en daarachter het stadsdeel St. Georg in het oosten, Harvestehude in het noorden (met Hallerstraße als grens), de stadsdelen Eimsbüttel in het noordwesten (met Beim Schlump als grens) en Sternschanze in het zuidwesten. St. Pauli ligt in het zuiden en Neustadt in het zuidoosten, vlak bij het treinstation Hamburg-Dammtor. Hier vormt de verbindingslijn Hamburg-Altona, de grens.

## Naam
De naam Rotherbaum is afgeleid van de Rothen Baum, een wachtpost aan de Rothenbaumchaussee in de tijd van de stadsversterkingen. De wachtpost stond aan het begin van de weg naar Eppendorf, bij een kruising over een beek genaamd Hundebek en zou een rode slagboom hebben gehad.
Naast het nauwkeurig afgebakende stadsdeel wordt Rotherbaum soms gebruikt om een groter gebied rond Rothenbaumchaussee aan te duiden dat de administratieve grens overschrijdt. Het tennisstadion of het NDR -radiohuis bevinden zich in de wijk Harvestehude, maar tegelijkertijd (verwijzend naar de wijk) "am Rothenbaum".

## Geschiedenis

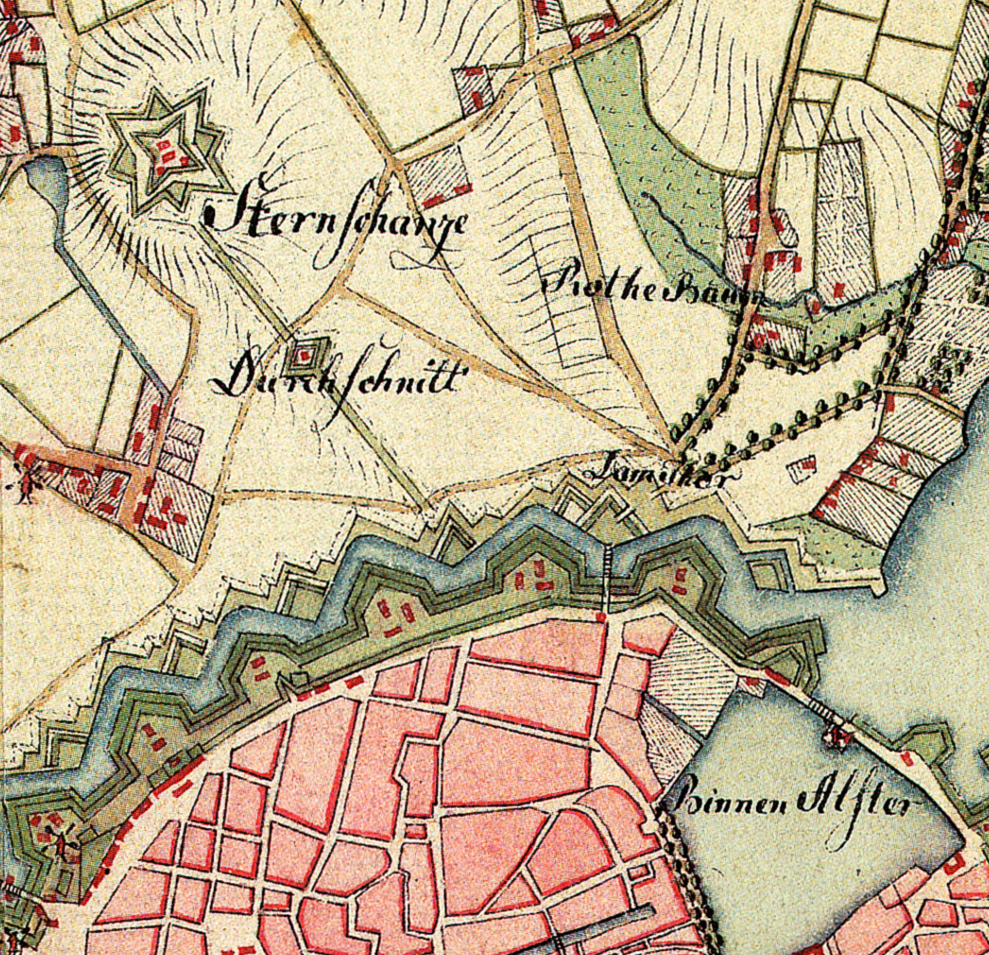
De Rothenbaum rond 1790 (rechtsboven), ook duidelijk herkenbaar de Hundebek.

De voormalige stadspoort "Dammtor" was vroeger het overgangspunt van Hamburg naar de naburige steden aan de noordwestzijde. Aan het eind van de 18e eeuw lagen daar landhuizen en tuinpercelen. In 1813/14, na de bevrijdingsoorlogen aan het einde van de Franse tijd, waren deze vernietigd. De scheepsmakelaar John Fontenay, kocht rond 1816 grote hoeveelheden grond voor de Dammtor.
Nadat de tolpoorten in 1860 waren opgeheven, raakte het gebied steeds meer bevolkt. Rijke burgers bebouwden het gebied oostelijk van de Rothenbaumchaussee vooral met villa's en herenhuizen. In het westelijke deel werden al snel appartementsgebouwen opgericht. In 1871 werd Rotherbaum een voorstad van Hamburg en in 1894 een stadsdeel.
De oprichting van de universiteit in 1919 en de concentratie van het openbaar functies (telefooncentrale in 1912, Museum am Rothenbaum in 1912, NDR in 1924, later ook het gezondheidsbestuur, regionale directie financiën, federaal vermogensbeheer, terreinbeheer van de Bundeswehr) en de geleidelijke vestiging van consulaten waren bepalend voor de ontwikkeling van het district Rotherbaum.
Ongeveer 15 procent van de inwoners van Harvestehude en Rotherbaum was halverwege de jaren twintig joods. Tot aan de nazi-vervolging waren er verschillende synagogen, waaronder de Bornplatz-synagoge. Het Pleinder Joodse gedeporteerden naast het hoofdgebouw van de universiteit herinnert aan het lot van de Joodse bevolking van Rotherbaum.
In de naoorlogse periode vonden in Rotherbaum ook de Curiohaus-processen plaats. Een Britse militaire rechtbank oordeelde daarbij over SS-daders.

## Statistieken
- Minderjarigen: 13,6% [Hamburgs gemiddelde: 16,6% (2020)][3]
- 64-plussers: 16,1% [Hamburgs gemiddelde: 18,0% (2020)][4]
- Buitenlanders: 16,4% [Hamburgs gemiddelde: 17,7% (2020)][5]
- Werklozen: 3,9% [Hamburgs gemiddelde: 6,4% (2020)][6]

Rotherbaum is een van de rijkste stadsdelen van Hamburg. Het gemiddelde jaarinkomen per belastingplichtige was in 2013 : 68.191 euro en dat is bijna het dubbele van het algemene gemiddelde in Hamburg.

## Wijken

### Grindel
Het Grindelkwartier is de locatie van de universiteit en kenmerkt zich dan ook door het studentenleven.

### Pöseldorf
De naam Pöseldorf zou afgeleid zijn van pöseln, wat kan vertaald worden als "tuinieren zonder groot economisch succes".
Nadat de weinige huizen in 1813 afbrandden, werden tussen Pöseldorfer Weg en Magdalenenstrae onderkomens voor koetsiers, ambachtslieden, winkeliers en huisbedienden gebouwd.
Pöseldorf is nu een wijk met vrijstaande huizen en villa's nabij de Alster. Hij staat bekend om zijn eetgelegenheden en kunstgalerijen. De Melkweg is een straat vernoemd naar de zuivelhandelaren die er vroeger woonden. Daar vindt men dicht bij elkaar restaurants, bars, pubs en nachtclubs. Hij is te bereiken via de architecturaal interessante Turmweg in de richting van de Alster.

## Cultuur en bezienswaardigheden

### Bioscopen
De Abaton-bioscoop op de Allendeplatz is een van de oudste bioscopen van Duitsland.

### Theater
De Hamburger Kammerspiele is een traditioneel theater in Rotherbaum.

### Musea
Het Museum am Rothenbaum - Kulturen und Künste der Welt (MARKK), het Geologisch-Paleontologisch Museum, het Mineralenmuseum Hamburg en het Zoölogisch Museum bevinden zich in Rotherbaum.

### Muziek
De Hamburgse Hogeschool voor Muziek en Theater is gevestigd aan de Harvestehuder Weg.
De Staatsschool voor Jeugdmuziek Hamburg is gevestigd in het Michael Otto House aan de Mittelweg. Daar is ook het Neue Knabenchor Hamburg gevestigd.
Sinds 1974 worden er concerten gegeven in de muziekclub Logo aan de Grindelallee.

### Parken
Het Von-Melle-Park ligt tussen verschillende universiteitsgebouwen op de campus van de universiteit in het midden van Rotherbaum.
Het Sternschanzenpark ligt tussen de universiteitswijk en de spoorlijn Hamburg-Altona. Sinds de hervorming in 2008 behoort het nu tot het stadsdeel Sternschanze in het district Altona.
Ook het Alstervorland is in de zomer een populaire ontmoetingsplaats.
De Moorweide ligt in het zuiden van Rotherbaum, tussen het Station Dammtor, het Grand Elysée Hotel en de Mittelweg. Het Büschmonument staat in het groen naast het hoofdgebouw van de universiteit.

### Het oorlogsmonument 1870/71
Het oorlogsmonument is gemaakt door Johannes Schilling en werd in 1877 ingehuldigd. Het herdenkt de gesneuvelden van het 76e infanterieregiment in de Frans-Pruisische oorlog van 1870/71. Het beeld stond tot 1926 op de esplanade in het Hamburgse binnenstad ; sindsdien is het te vinden aan de Fontenay.

## Economie en Infrastructuur

### Verkeer

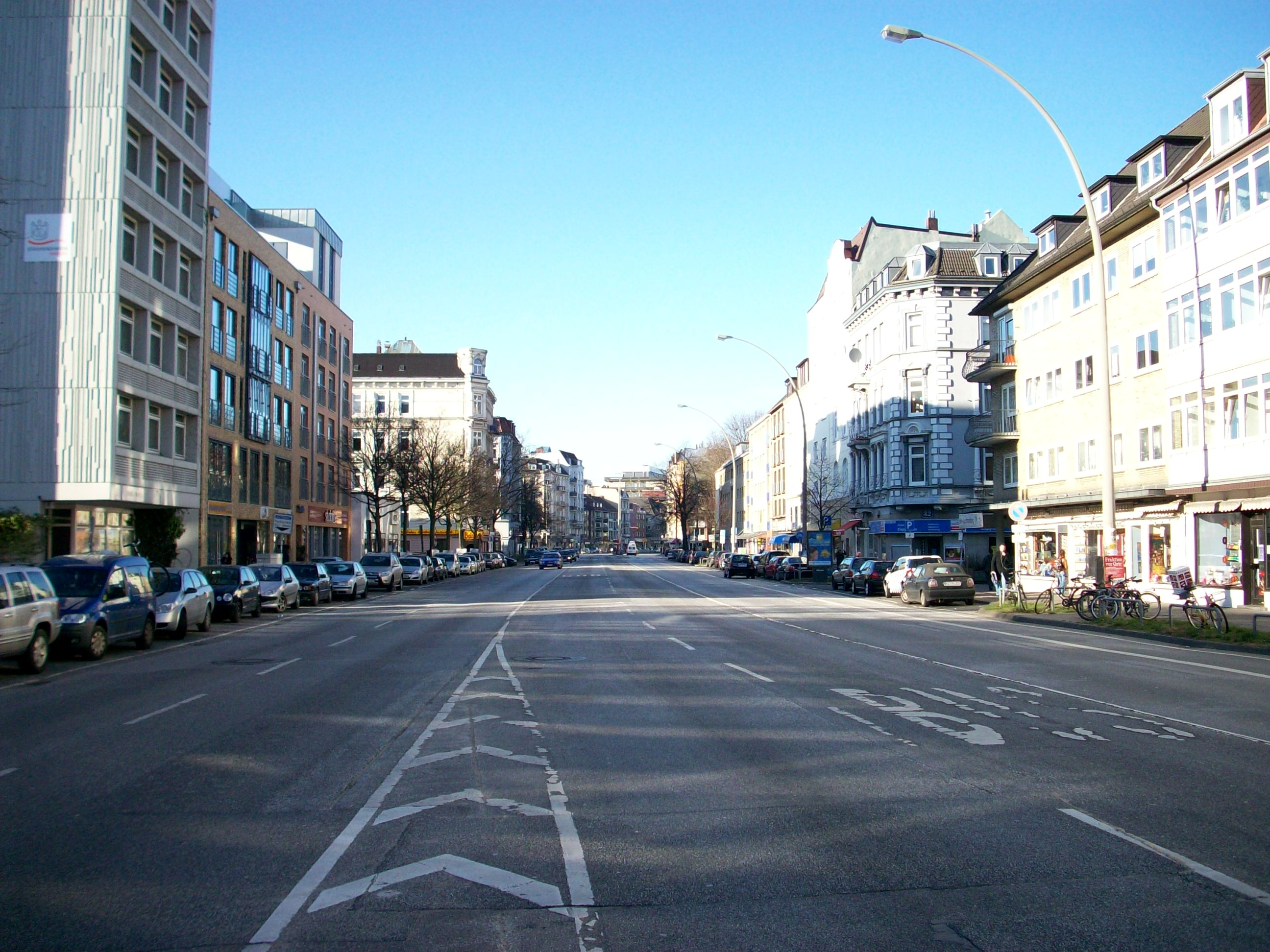
De Grindelallee

Vanaf de Theodor-Heuss-Platz voor het Station Dammtorfächer vertrekken drie verkeersassen in waaiervorm door Rotherbaum : de brede Edmund-Siemers-Allee / Grindelallee in het westen, de Rothenbaumchaussee, die in twee rijstroken in noordelijke richting loopt, en de wat smallere, iets kronkelende Mittelweg iets verder naar het oosten, ook in de noord-zuid richting. De Schlüterstraße en enkele andere straten in de universiteitswijk zijn verkeersluw, evenals sinds 2001, de Grindelhof. De zesbaansstraat Alsterglacis sluit via de Kennedybrug in oostelijke richting aan op het stadscentrum. De Alsterufer is om veiligheidsredenen afgesloten voor het Amerikaanse consulaat.

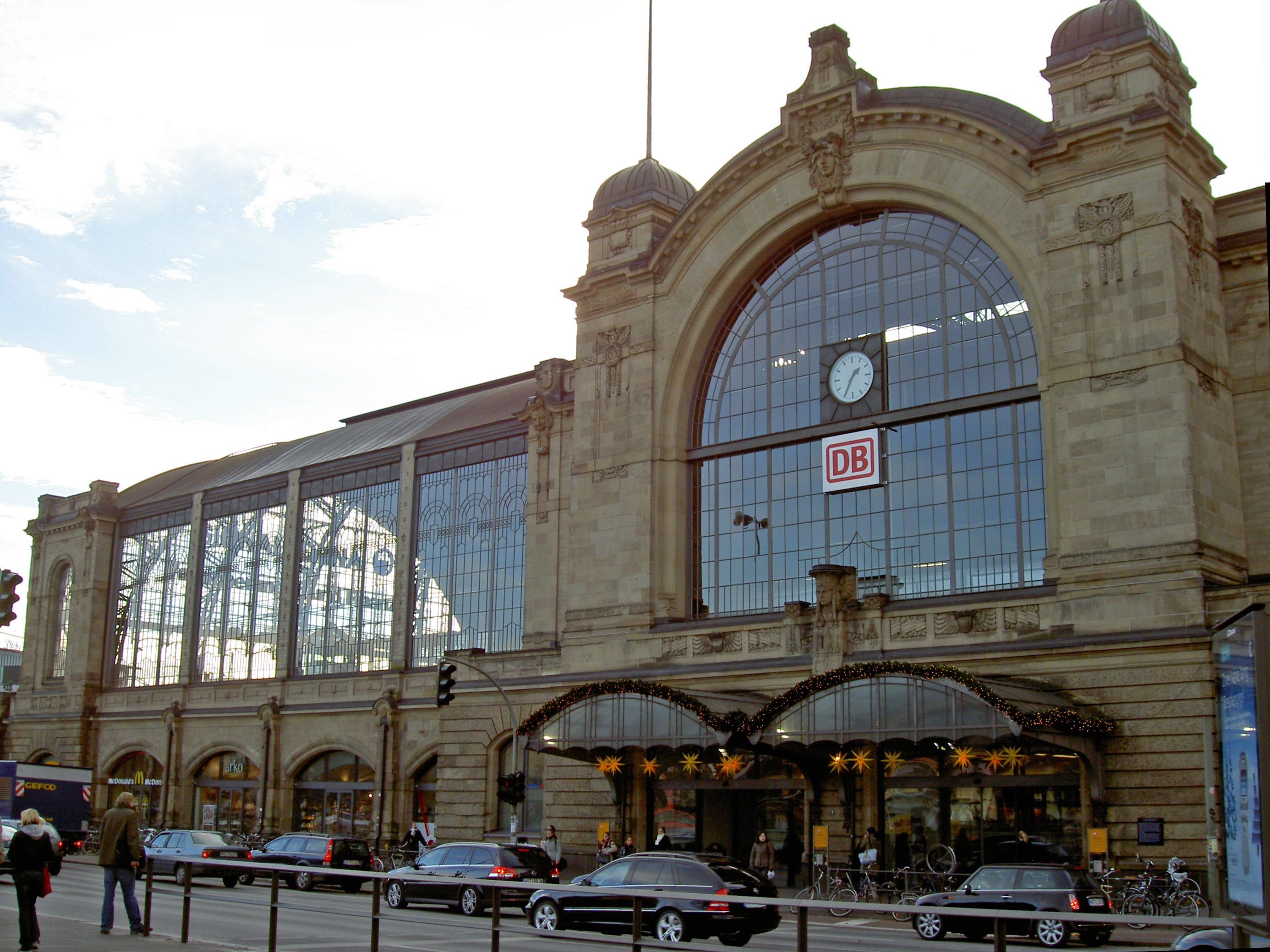
Dammtor-station

Het centrale knooppunt voor het treinverkeer is het Station Dammtor, een langeafstandstreinstation met ICE- verkeer. Hier rijden de S-Bahn lijnen S11, S21 en S31 op de verbindingslijn. Rotherbaum is aan het uiterste westelijke uiteinde verbonden met de U2- en U3- lijnen door het metrostation Schlump. De U1 metrolijn, die een halte heeft aan de Hallerstraße doorkruist het stadsdeel in noord-zuidrichting.
Metrobus lijn 5, die samen met lijn 4 Grindelallee bedient, is volgens Hochbahn de meest gebruikte buslijn in Europa met 50.000 passagiers per dag. Daarom rijden hier ook regelmatig dubbelgelede bussen. Andere belangrijke buslijnen zijn de Metrobus lijn 15 in west-oost richting op de Hallerstraße, lijn 109 op de Mittelweg en de snelbus lijn 34 op de Rothenbaumchaussee.

### Media
Rotherbaum wordt ook gezien als een mediadistrict. Het tv-station Hamburg 1 bevindt zich in het mediacentrum aan de Rothenbaumchaussee, 17:30 Sat.1 Regional produceert hier ook zijn programma. Het Duitse persbureau is gevestigd aan de Mittelweg. Het NDR-Funkhaus wordt vaak het Funkhaus am Rothenbaum genoemd, maar het ligt in Harvestehude. De uitgeverijgroep Milchstrasse (sinds 2004 onderdeel van Hubert Burda Media), zat lange tijd in de gelijknamige straat, maar is nu gevestigd in Eppendorf.
Aan de Buitenalster bevindt zich de voormalige uitgeverij Gruner-und-Jahr. Het gebouw aan de Alsteruferstraat, de zogenaamde "Affenfelsen" vooral vanwege de terrasachtige constructie van het gebouw, was in 1983 een belangrijke plaats in de zaak van het tijdschrift Stern over de vervalste Hitler-dagboeken.

### Openbare faciliteiten
Het Wasserstraßen- und Schifffahrtsamt Hamburg bevindt zich aan de Moorweidenstrasse.
De brandweerkazerne Rotherbaum bevindt zich in de buurt van het metrostation Schlump

### Onderwijs en onderzoek
De wijk wordt gekenmerkt door de Universiteit van Hamburg. De meeste instituten en het hoofdgebouw bevinden zich in de wijk Rotherbaum, voor een groot deel in het Grindelwartier. Ook sommige geassocieerde instituten zijn te vinden in Rotherbaum: het onderzoekscentrum voor hedendaagse geschiedenis, het Instituut voor de geschiedenis van de Duitse joden en het Instituut voor vredesonderzoek en veiligheidsbeleid zijn gevestigd in de Straße Beim Schlump.
Het Hans Bredow Institute for Media Research bevindt zich aan de Heimhuder Straße, net als het Hamburgische WeltWirtschaftsInstitut (HWWI). Aan de Mittelweg ligt het Hamburger Institut für Sozialforschung, dat een onafhankelijke stichting is.
In Rotherbaum zijn er 15 kleuterscholen, een lagere school (aan de Turmweg) en een katholieke middelbare school, de Sophie-Barat-Schule in de Warburgstrasse. In 2007 kregen in totaal 1.538 studenten les in de wijk. De Technische Staatsschool voor Installatietechniek (“G2”) bevindt zich aan de Bundesstrasse , de Staatsschool voor Vreemde Talen (“H15”) aan de Mittelweg en de Hamburgse Vakschool voor Cosmetica aan de Hoheluftchaussee. De Joodse Talmoed Torah Schule, die bestond van 1805 tot 1942, werd heropend in 2002.
De Staatsschool voor Jeugdmuziek en de Hogschool voor Muziek en Theater zijn twee belangrijke muziekonderwijsinstellingen in de wijk.